# Zeitzugeordnete Sprachinterpolation
Bei der zeitzugeordneten Sprachinterpolation (ZSI, englisch time-assignment speech interpolation, TASI) handelt es sich um ein von Bell Labs entwickeltes dynamisches Multiplexverfahren für analoge Tonsignale, bei dem den Teilnehmern nur dann einer der Kanäle eines Übertragungsmediums zugeordnet wird, wenn tatsächlich gesprochen wird.
Hierbei wird den Teilnehmern ein Kanal nur solange zugeteilt, wie Tonsignale registriert werden. Tritt eine Sprechpause ein, wird der Kanal sofort freigegeben, um von einer anderen Teilnehmerverbindung genutzt werden zu können. Wird das Sprechen wieder fortgesetzt, wird ein anderer, gerade freier Kanal zugeteilt. Auch der neue Kanal wird dann bei Stille wieder freigegeben. Jeder Nutzkanal des Übertragungsmediums kann auf diese Weise von mehreren Teilnehmerverbindungen quasi gleichzeitig genutzt werden. 
Dieses Verfahren erfordert einen zentralen Managementkanal für die Zeichengabe. In diesem Managementkanal teilt der Sender dem Empfänger ständig die momentane Kanalbelegung des Übertragungsmediums mit. Mit diesen Informationen kann der Empfänger dann die einzelnen Zeitabschnitte einer Teilnehmerverbindung, die auf mehrere Kanäle aufgeteilt und übertragen wurden, wieder zu einem kontinuierlichen Signal zusammensetzen.
Bei diesem Verfahren treten durch die Umschaltungen Verluste an Sprachinformation auf. Wenn die Umschaltung sehr schnell geleistet werden kann, wird die Sprachqualität durch diese Verluste nicht entscheidend gemindert. 
Wegen der fehlenden Synchronisation zwischen Sender und Empfänger wird dieses dynamische Multiplexverfahren als „asynchron“ bezeichnet.

## Erste praktische Anwendung
Das zweite Transatlantikkabel TAT-2 wurde am 22. September 1959 in Betrieb genommen. Die Anzahl der Sprechkanäle konnte im Frühjahr 1960 durch das TASI-Verfahren von anfänglich 47 auf 87 erhöht werden.